# Лиоцихлы
Лиоцихлы (лат. Liocichla) — род воробьиных птиц из семейства комичных тимелий (Leiothrichidae). Обитают в Азии (на территории Индии, Китая, Непала, Бутана, Мьянмы, Таиланда, Вьетнама, а также на острове Тайвань). По данным молекулярного метода молекулярных часов, род появился в среднем или позднем миоцене, между 5,55 и 12,87 млн лет назад.

## Классификация
Международный союз орнитологов относит к роду пять видов>:
- Liocichla bugunorum Athreya, 2006
- Liocichla omeiensis Riley, 1926 — Омейская лиоцихла, или омейская тимелия
- Liocichla phoenicea (Gould, 1837) — Карминнокрылая лиоцихла
- Liocichla ripponi (Oates, 1900)
- Liocichla steerii Swinhoe, 1877 — Тайваньская лиоцихла, или тимелия Стира

Род Liocichla образует кладу с родами Actinodura, Heterophasia, Leiothrix и Minla